# Руднев, Лев Владимирович
Лев Владимирович Ру́днев (13 марта 1885, Новгород — 19 ноября 1956[…], Москва) — русский советский архитектор, ведущий практик сталинской архитектуры. Академик Академии архитектуры СССР. Лауреат Сталинской премии первой степени (1949).
Педагог и организатор крупных архитектурно-проектных организаций. Автор значительных сооружений в СССР и Варшаве.

## Биография
Родился в Новгороде в семье начальника Александровской земской учительской семинарии Владимира Васильевича Руднева и его жены Анны Григорьевны Серб-Стратанович. В.В.Руднев дослужился до звания статского генерала и перед выходом в отставку служил в должности инспектора училищ.
В 1890 году семья переехала в Ригу, где Руднев закончил Рижское реальное училище Петра I и художественную школу. С января 1905 года по июнь 1906 года обучался в Коммерческом училище Н. Н. Миронова, по окончании которого поступил в Высшее художественное училище при Императорской Академии художеств. Учился живописи и архитектуре у Леонтия Бенуа и Ивана Фомина, помощником которого работал одновременно с обучением.
С 1911 года успешно участвовал в различных архитектурных конкурсах, в 1915 году был удостоен звания архитектора-художника. Дипломная работа — «Университет в столичном городе» — выполнена в мастерской профессора Леонтия Бенуа.
После Февральской революции Руднев выиграл конкурс на памятник Жертвам революции на Марсовом поле в Петрограде (март 1917 года). Авангардный монумент был построен в соответствии с его проектом.
В 1920—1923 годах находился в Бухаре, где помогал восстанавливать повреждённый при осаде и взятии города Арк.
В 1924 году возглавил мастерскую «Ленпроекта». Проектировались жилые дома, больницы, профилактории, клубы.
В 1926 году создал архитектурно-художественную часть проекта океанских теплоходов серии «Аджария»: «Аджария», «Армения», «Абхазия», «Украина» (построены в 1927—1928 годах на Балтийском заводе в Ленинграде) и «Крым», «Грузия» (построены в Киле, Германия).
С 1934 года руководил работой организованной им мастерской НКО СССР, где вслед за Военной академией проектируется Театр Красной Армии, Дом офицеров в Кронштадте, здания Министерства обороны в Москве.

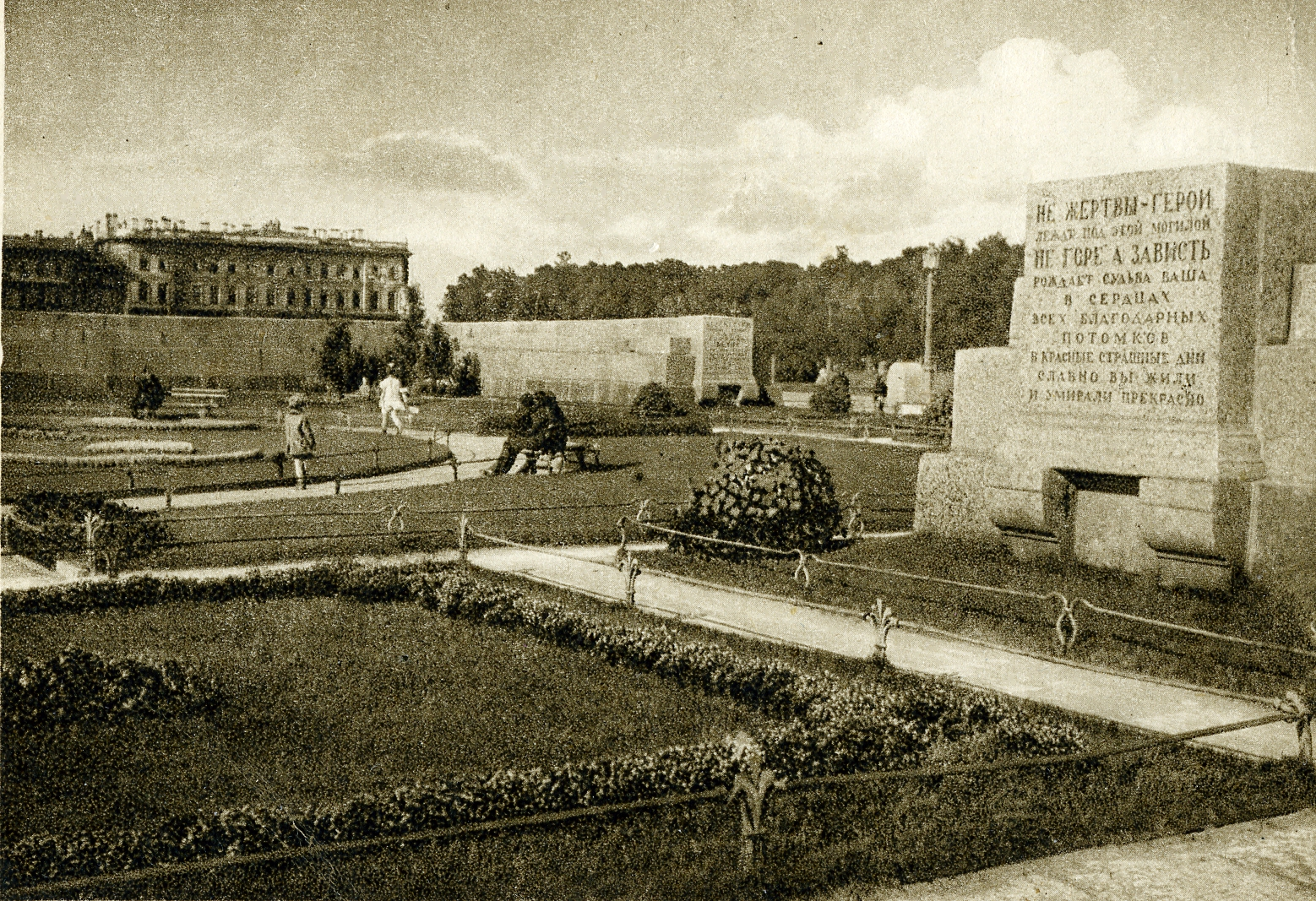
Памятник Жертвам революции.
Марсово поле, Ленинград/Санкт-Петербург

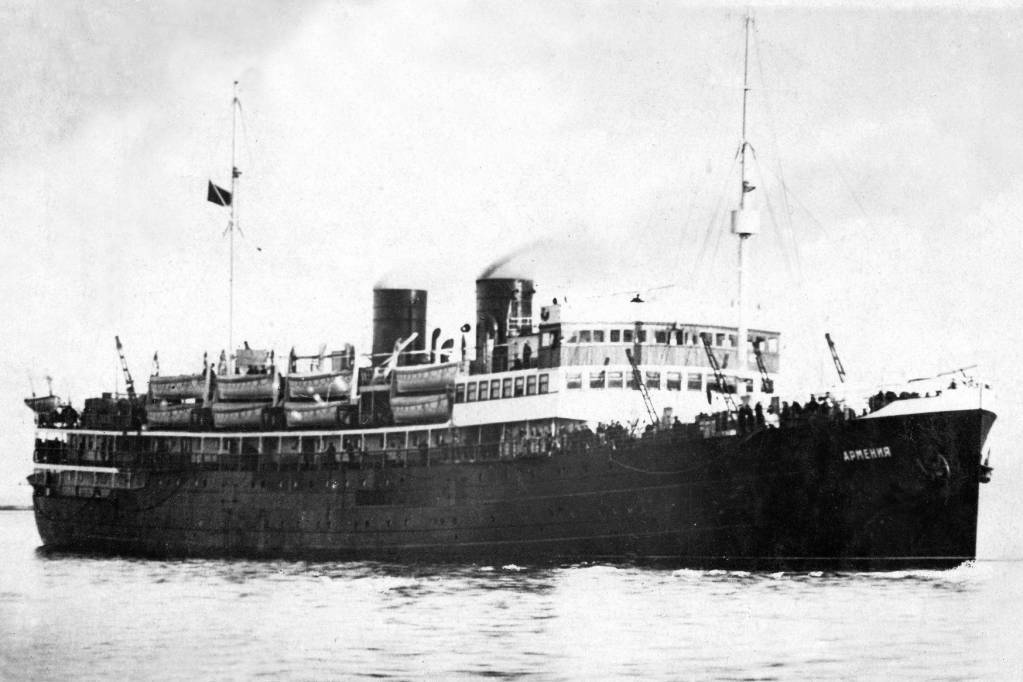
Теплоход «Армения», 1928 год

В разные годы в проектных мастерских Москвы и Ленинграда с Рудневым сотрудничали архитекторы — В. Е. Асс, О. Л. Лялин, П. П. Зиновьев, М. А. Шепилевский, В. О. Мунц, И. Е. Рожин, А. Ф. Хряков.
До февраля 1942 года находился в блокадном Ленинграде. После окончания Великой Отечественной войны Руднев принял активное участие в восстановлении разрушенных городов — Воронежа, Сталинграда, Риги и Москвы.
В 1922—1948 годах — профессор ЛВХТИ, ЛИЖСА (бывш. Академии художеств) в Ленинграде, в 1948—1952 годах — профессор МАРХИ. Был избран академиком Академии архитектуры СССР.
Самая примечательная архитектурная работа Руднева — Ансамбль МГУ имени М. В. Ломоносова на Воробьёвых (тогда Ленинских) горах (1948—1953, разработан совместно с С. Е. Чернышевым, П. В. Абросимовым, А. Ф. Хряковым и инженером В. Н. Насоновым).
Дворец культуры и науки в центре Варшавы в Польше (1952—1955; с соавторами) решён в том же позитивном композиционном ключе, что и комплекс МГУ на Воробьёвых горах.
Являлся членом правления Союза архитекторов СССР, президентом архитектурной секции ВОКС, депутатом Московского совета.
Умер 19 ноября 1956 года. Похоронен в Москве на Новодевичьем кладбище (участок № 1, ряд 44, место 52).

## Награды и премии
- Сталинская премия первой степени (1949) — за архитектуру 26-этажного здания МГУ имени М. В. Ломоносова на Ленинских горах[8]
- орден Трудового Красного Знамени (13.03.1945, 12.04.1955)
- Орден «Знак Почёта»[7]
- Орден Возрождения Польши[7]
- медали

## Адреса в Петрограде—Ленинграде
- 1922—1925 — улица Жуковского, 41[9].
- 1925—1942 — улица Салтыкова-Щедрина (ныне Кирочная улица), 17.

## Семья
Жена — Мария Михайловна, урожд. Морозова (1891—1967). 
Сын — Кирилл Львович Руднев (1920—1942), погиб в Ленинградском ополчении.  
В семье Льва Руднева некоторое время жил внучатый племянник Марии Михайловны — Александр Львович Маковский — после того, как он был эвакуирован из блокадного Ленинграда, где умерли его родители: Лев Маковский (1904—1942) и Тамара Арамовна Арамянц (1912―1941).
Сестры:
- Евгения Владимировна Руднева (1882—?). Муж — Альберт Альбертович Тиме (1877—?), владелец Турбиностроительного завода в деревне Захино Пушкиногорского района[4].
- Мария Владимировна Руднева (1888—1942, Ленинград[11]), сотрудник двух этнографических музеев в Ленинграде, супруга расстрелянного Григория Фабиановича Гнесина. Высылалась с дочкой Евгенией (1921—2014) из Ленинграда в Башкирию, умерла в блокаду[12].
- Ольга Владимировна Руднева (в замуж. Шиловская)
- Татьяна Владимировна Руднева (в замуж. Семенова)

## Память

Советский архитектор Л. В. Руднев.
ХМК (1986, № 46) с оригинальной маркой

- На доме по адресу улица Салтыкова-Щедрина, дом 17 в 1989 году была открыта мемориальная доска (архитектор В. В. Хазанов)[13].
- Именем архитектора названа улица в Санкт-Петербурге в 1972 году.

## Основные работы
Л. В. Руднев был автором многих крупных проектов в масштабах Советского Союза, в том числе:
- Военная академия РККА им. Фрунзе в Москве (1938), соавтор В. О. Мунц;
- Административное здание Наркомата обороны (1934—1938);
- Административное здание по улице Шапошникова (1934—1938);
- Административное здание на Фрунзенской набережной (1938—1955);
- Московский государственный университет, Главное здание (1949—1953 гг.);
- Дом правительства Азербайджанской Советской Социалистической Республики в Баку (строительство закончено в 1952 году; соавторы: В. О. Мунц, И. В. Ткаченко);
- Дворец культуры и науки в Варшаве, Польша (1955).

Галерея
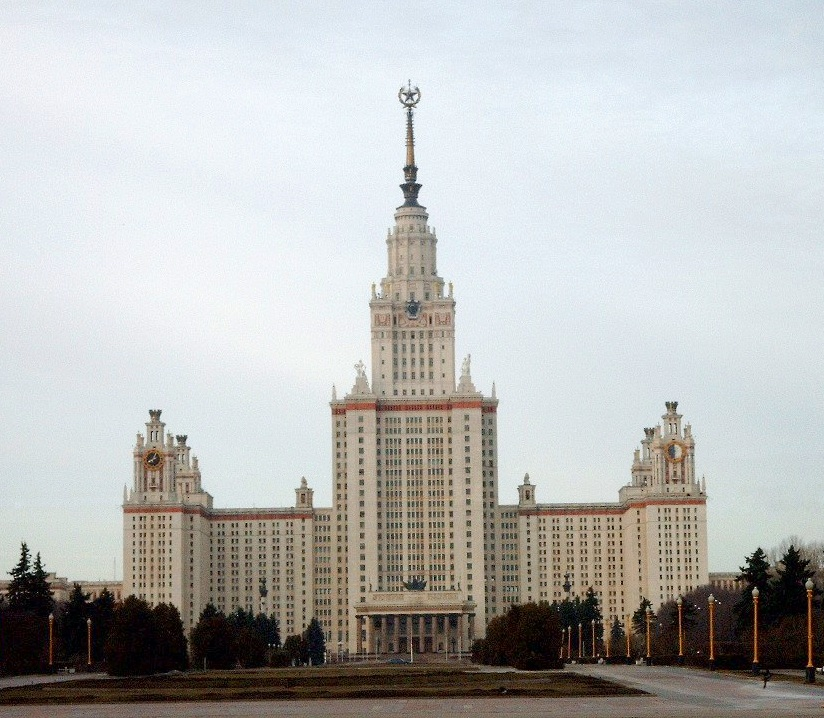
Московский государственный университет, Главное здание (1949—1953 гг).
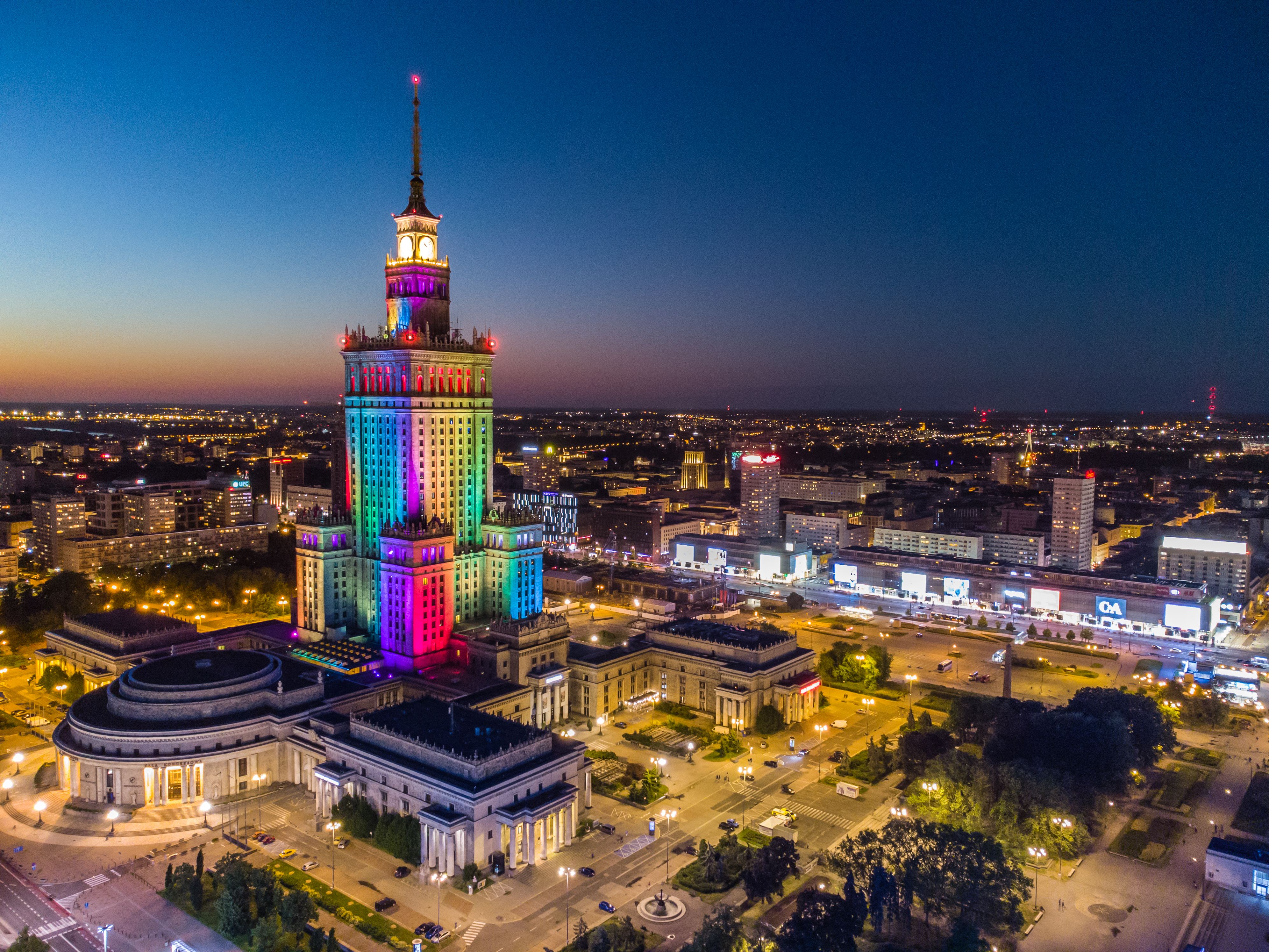
Дворец культуры и науки в Варшаве
Дом правительства Азербайджанской Советской Социалистической Республики в Баку

### Ленинград. Проекты и постройки
- Памятник «Борцам революции» (иначе — «Жертвам революции») на Марсовом поле (1917—1919 гг.; конкурс);
- Пропилеи Смольного (1923; конкурс);
- Боткинская больница (1926; соавтор О. Л. Лялин; конкурс, 1-я премия);
- Профилакторий Московско-Нарвского района (1927; соавтор О. Л. Лялин);[14]
- Здравобъединение «Текстильщица», иначе Профилакторий Володарского района на пр. Елизарова, д. 32 (1928—1930; соавторы: Е. А. Левинсон, О. Л. Лялин, Я. О. Свирский, И. И. Фомин)[15];
- Музей Ботанического сада (1928—1930; соавтор Я. О. Свирский; конкурс всесоюзный; 2-я премия);
- Василеостровский дом культуры (1929; соавтор И. И. Фомин; конкурс);
- Дом культуры Выборгского района (1930; конкурс);

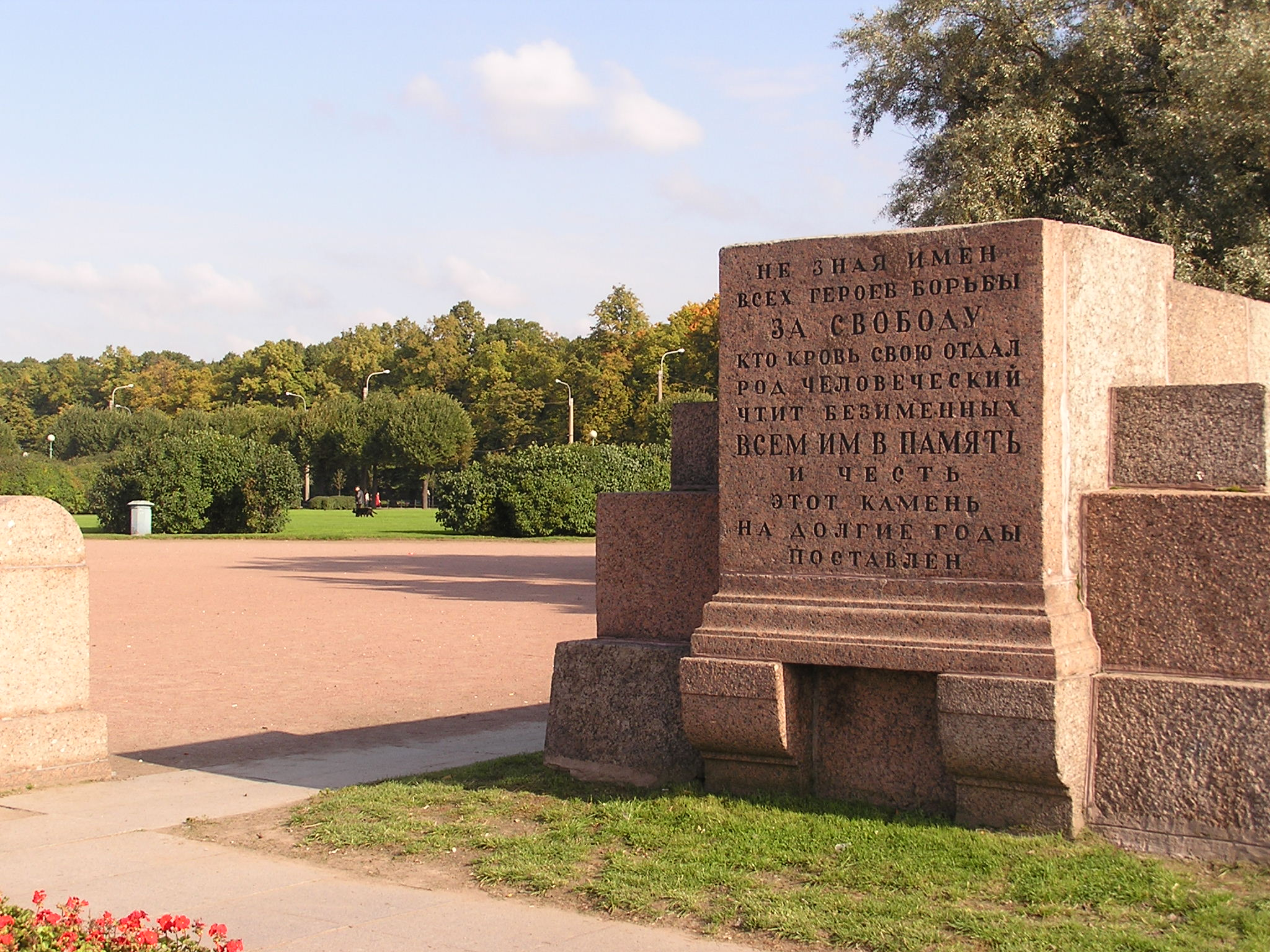
Марсово поле, Ленинград

- Текстильный институт на углу ул. Герцена и Кирпичного пер. — обработка фасада незавершенного здания банка (1930; соавтор Я. О. Свирский);
- Зоопарк в Шувалово-Озерках (1931; конкурс);
- Дом Советов (1936, соавторы: В. О. Мунц, Л. Б. Сегал, конкурс закрытый);
- Аэровокзал (1936; соавтор А. В. Петров);
- Маяк-памятник В. И. Ленину в ленинградском порту (1938; конкурс).

### Москва. Проекты и постройки
- Дворец культуры Пролетарского района (1929 г.; соавтор Я. О. Свирский; конкурс);
- Военная академия РККА им. Фрунзе на Девичьем поле (1931; совместно с В. О. Мунцем; конкурс; осуществлен в 1932—1937 гг.);
- Наркомат обороны на Фрунзенской набережной (проект 1939; осуществлен в 1951 г.);
- Театр Красной армии (1934; соавтор В. О. Мунц, конкурс);
- Всесоюзный институт экспериментальной медицины — ВИЭМ (1932; соавторы: Лялин О. Л., Свирский Я. О.);

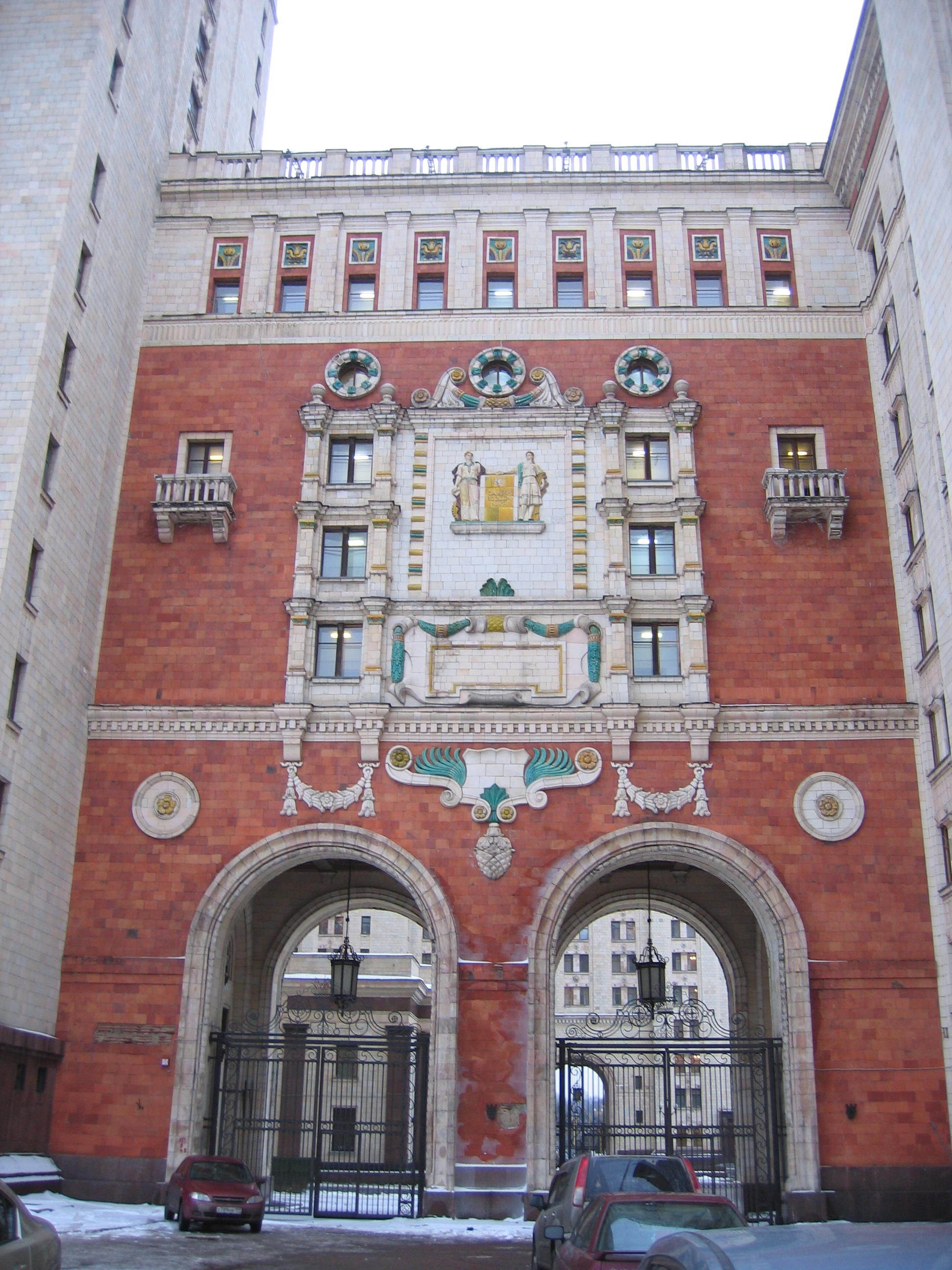
Двор Главного здания МГУ

- Наркомат обороны в Антипьевском переулке (1937);
- Музей Красной армии (1940);
- Станция метро «Павелецкая» (1945; конкурс);
- Адмиралтейство — Министерство Военно-морского флота (1945; конкурс);
- Московский государственный университет на Ленинских горах (1948—1953; руководитель; соавторы: С. Е. Чернышёв, П. В. Абросимов, А. Ф. Хряков, инж. В. Н. Насонов);
- Жилой дом для советского генералитета — Гончарная улица, д. 26 (1953);
- Пантеон — Памятник вечной славы великих людей Советской страны на Ленинских горах (1954; конкурс).

### Другие проекты и постройки

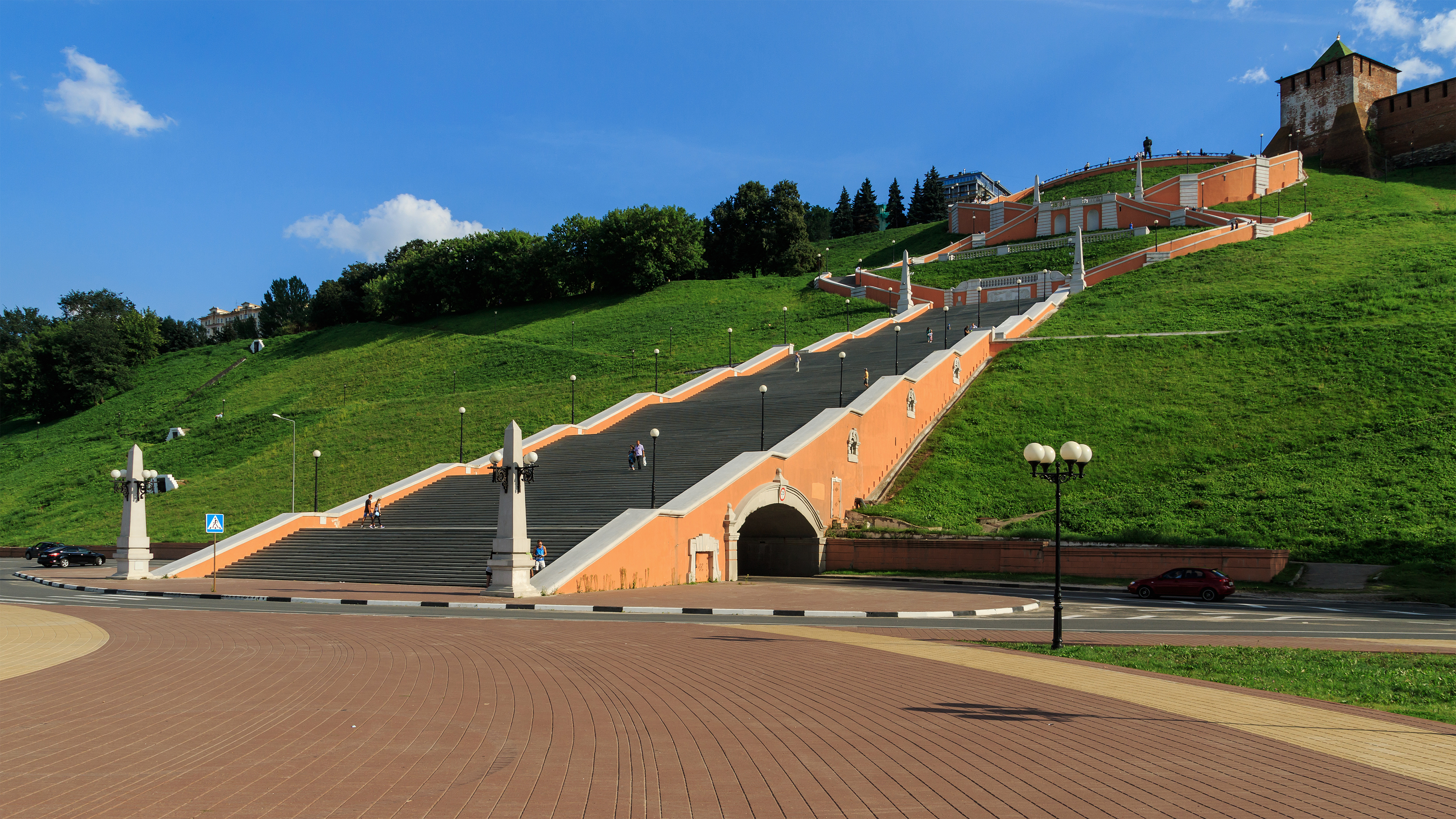
Чкаловская лестница в Нижнем Новгороде

- Усадьба Мсциховского, Украина, Луганская обл., Селезнёвка. Приходская церковь-школа и дом для учителей (1913);
- Дом культуры в Вятке (1924; соавтор И. И. Фомин);
- Памятник В. И. Ленину в Вятке (1925);
- Памятник жертвам революции в Одессе (1925; конкурс всесоюзный, 1-я премия);
- Архитектурно-художественную часть проекта теплоходов серии «Аджария»: «Аджария», «Армения», «Абхазия», «Грузия», «Крым», «Украина» (1926);
- Госбанк в Новосибирске (1928; соавторы: В. О. Мунц, Я. О. Свирский);
- Уральский Политехникум в Свердловске (1928—1930; соавторы: Е. А. Левинсон, И. И. Фомин, Я. О. Свирский; конкурс всесоюзный МАО; 4-я премия);

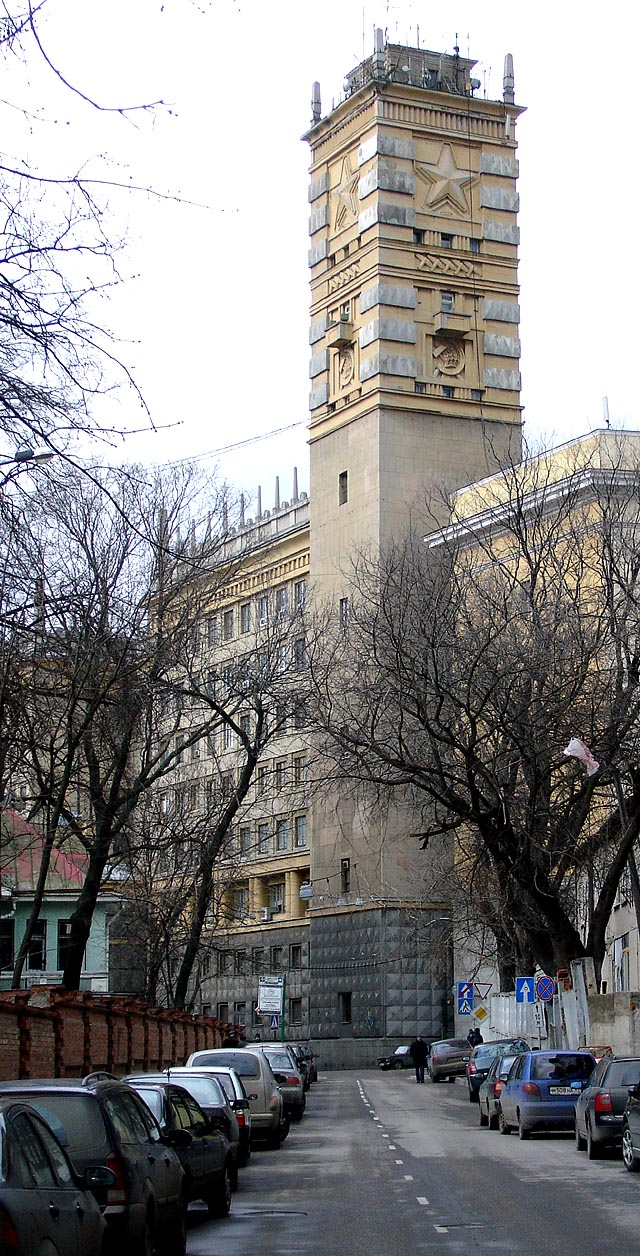
Наркомат Обороны, Москва

- Дом Правительства Белорусской ССР в Минске (1929; соавтор И. И. Фомин; конкурс всесоюзный, 2-я премия);
- Аэровокзал в Свердловске (1936);
- Дом Правительства Азербайджанской ССР в Баку (1937; соавторы: В. О. Мунц, И. В. Ткаченко)
- Дворец нефтяной техники в Баку (1940);
- Воронеж — проект реконструкции (1946; руководитель; соавторы: И. В. Ткаченко, В. В. Лебедев, А. В. Миронов, Г. А. Тиме, П. П. Штеллер);
- Проект центра Сталинграда (1944—1950);
- Чкаловская лестница в Горьком (1949; соавторы: В. О. Мунц, А. А. Яковлев);
- Дворец культуры и науки в Варшаве (1952—1955; руководитель; соавторы: А. П. Великанов, И. Е. Рожин, А. Ф. Хряков, инж. В. Н. Насонов);
- Дом Советов в Сталинграде (1952; соавтор В. О. Мунц).

## Архитектурные сооружения Л. В. Руднева в филателии

Постройки Л. В. Руднева на почтовых марках СССР
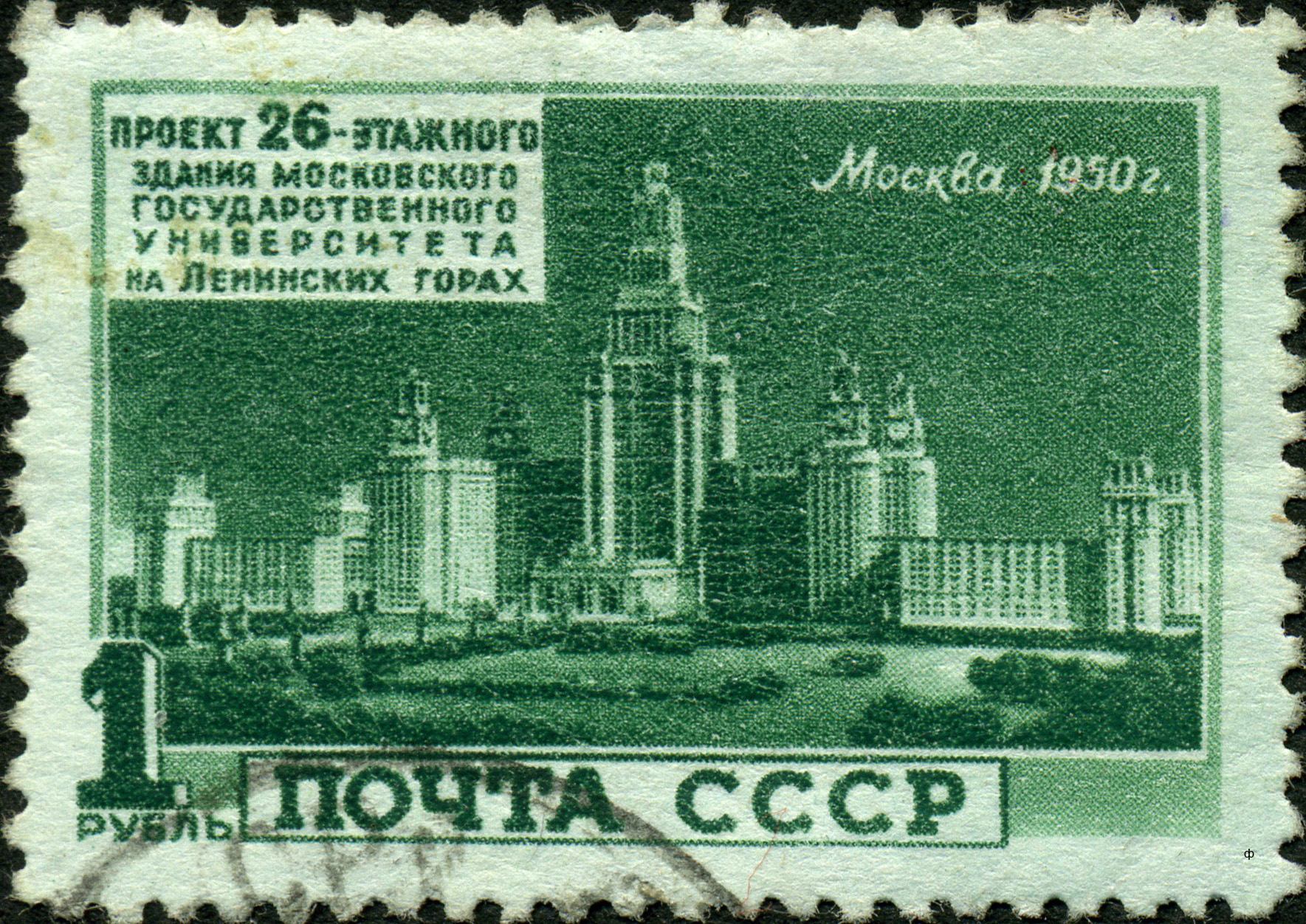
1950 год: проект Главного здания МГУ в Москве. (ЦФА № 1576)
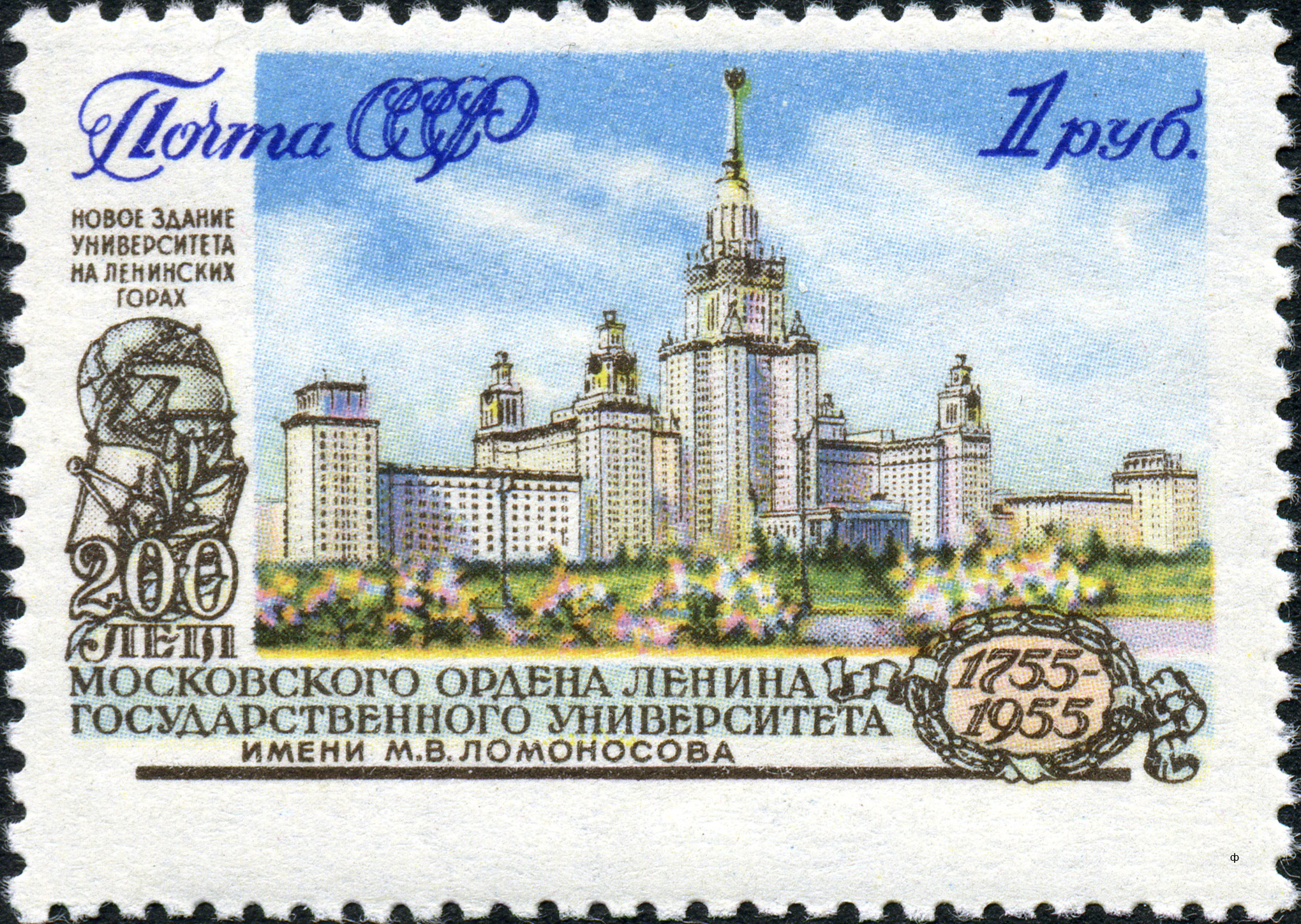
1955 год: Главное здание МГУ в Москве. Соавторы: арх. С. Чернышов, П. Абросимов, А. Хряков, инж. В. Насонов. (ЦФА № 1838)
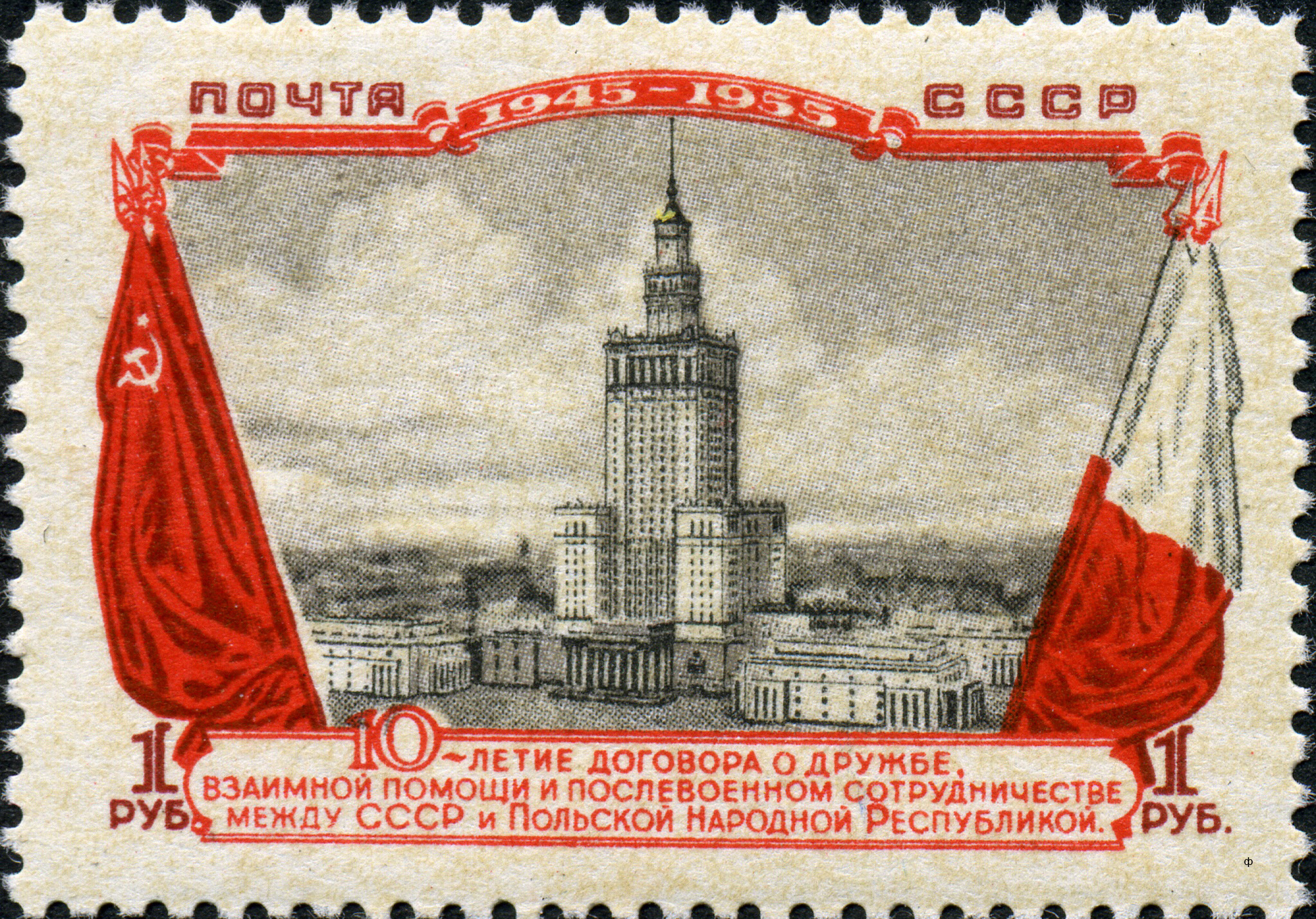
1955 год: Дворец культуры и науки в Варшаве, Польша. (ЦФА № 1809)
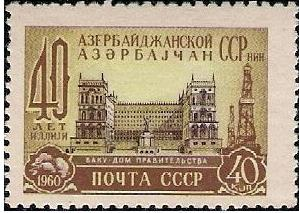
1960 год: Дом правительства Азербайджанской ССР (1952) (соавторы В. О. Мунц и И. В. Ткаченко). (ЦФА № 2417)
1980 год: То же (ЦФА № 5075)

## Примечания

Памятник на могиле Л. В. Руднева (Новодевичье кладбище)